# Kagerou (Band)
Kagerou (jap. 蜉蝣) war eine japanische Visual-Kei-Rockband, die von 1999 bis 2007 bestand.

## Geschichte
Kagerou wurde im September 1999 vom Sänger Daisuke und dem Bassisten Masaya gegründet; bald stieß auch der Gitarrist Yuana dazu. Zunächst war Kagerou beim Label Loop Ash unter Vertrag und wechselte dann im Jahre 2000 zu Lizard, das der Free-Will Co. angehört. Kagerou erreichte in den folgenden Jahren eine gewisse Popularität innerhalb der japanischen Visual-Kei-Szene und unternahm im Jahre 2005 eine erste Europatournee nach Deutschland und Frankreich.
Im September 2006 verkündete Kagerou bei einem Live-Auftritt ihre Auflösung, die im Januar 2007 erfolgte. Am 27. Dezember 2006 erschien ein Album mit ihren größten Hits, das den Titel Shinjuuka trägt. Ihr letztes Konzert gab sie am 8. Januar 2007 im Zepp Tokyo.

## Bandmitglieder
- Gesang: Daisuke († 15. Juli 2010)

Daisuke schrieb alle Texte für Kagerou und war der Sänger der Band. In seinen früheren Band Le'Cheri und Fatima war er als Schlagzeuger aktiv. Daneben beherrschte Daisuke auch das Klavierspielen. Der Sänger war für seine intensive Interaktion mit dem Publikum beliebt. Nach der Auflösung von Kagerou 2007 gründete er die Band The Studs und verfolgte außerdem sein Soloprojekt Daisuke to Kuro no Injatachi. Er starb am 15. Juli 2010.
- Gitarre: Yuana

Gitarrist Yuana schrieb die meisten der Songs der Band. Früher war er in den Bands Sweet Hallucination und Alicia aktiv, wo er als „Ewana“ bekannt war. Zurzeit spielt er bei Boogieman.
- Bass: Kazu

Kazu spielte früher bei Research als „Kazunori“ und bei Aioria als „Kazutake“.
- Schlagzeug: Shizumi

Shizumi war bei Mitre Cure und Melusine aktiv.

## Stil
Kagerou sind dem Visual Kei zuzurechnen, einem Stil, der durch ein düsteres, androgynes Erscheinungsbild geprägt ist. Im Vergleich zu anderen Bands dieses Genres war ihr Auftreten wesentlich einfacher und dezenter gehalten, dennoch sahen sich Kagerou als eine Visual-Kei-Band.
Zu Beginn ihrer Aktivitäten war ihr Äußeres jedoch wesentlich krasser gestaltet gewesen, vor allem während ihrer Zeit bei einem Independent-Label. Damals hätte man sie am ehesten dem Angura Kei zuordnen können, vereinten aber auch Elemente des Eroguro und Visual Kei.

## Name
Der Bandname Kagerou ist die japanische Bezeichnung für Eintagsfliege, also ein kurzlebiges Insekt. Die Anspielung bezieht sich auf die kurze Lebensdauer des Insekts, da Sänger Daisuke wegen eines Herzleidens keine hohe Lebenserwartung hatte und die Band nicht für die „Ewigkeit“ bestehen würde. Die Kanji 蜉蝣 für Kagerou sind schon älter und werden heute in Japan im Alltag nicht mehr benutzt.

## Diskografie
Alben
- 2003: Kagerou (蜉蝣)
- 2004: Rakushu (落首)
- 2005: Gurou iro/Guroushoku (愚弄色)
- 2006: Kurohata (黒旗)
- 2006: Shinjuuka (心中歌)